# Максим Раєвський
Максим Раєвський (рос. Максим Раевский, при народженні Лев Йосипович Фішильов) (1881, Ніжин — 1931, Москва) — єврейський анархо-синдикаліст.

## Становлення
Раєвський народився у Ніжині, Російська імперія, у заможній єврейській родині Фішильових, що володів магазином посуду. Він здобув освіту в Ніжинській класичній гімназії, але за станом здоров'я з 1989 року покинув її і здобував домашню освіту. Проблемою здоров'я була деформація вушної раковини, від чого Лев мав проблеми зі слухом на все життя.
З 1899 року Лев Фішильов мешкає за кордоном та навчається в Берлінському університеті в Німеччині. Також відвідував лекції в Гейдельберзі, Цюриху та Російській вищій школі соціальних наук в Парижі

## Політичний активіст
В кінці серпня 1902 р Лев приєднався до соціал-демократів, а з початку 1903 року — до анархістського руху. З квітня 1902 року через контактів з революційною еміграцією він опиняється під наглядом поліції. 15 липня 1903 р. при в'їзді до Росії Фішильов був заарештований і направлений до Житомирської тюрми. У нього були виявлені кілька листів газети «Революційна Росія» і рекомендаційний лист, адресований одному з провідних есерів, X. Житловскому. 26 серпня 1903 р. через відсутність доказів провини Лев був звільнений під грошову заставу і переведений на два роки під нагляд поліції до Ніжина.
У Ніжині він встановив зв'язки з активістами Бунду, РСДРП і РУП. Під час перебування Фішельова в Ніжині з'являється група анархістів-комуністів. 28 серпня 1904 року він втік за кордон. Повернувшись до Ніжина після жовтневої амністії 1905 р. Фішельов продовжував організаційну та пропагандистську роботу, зокрема — постачав зброєю і революційною літературою місцеву молодь, підтримував контакти з анархістською еміграцією. 8 січня 1906 року він був заарештований при ліквідації анархістської групи в Ніжині, а потім переведений з в'язниці на лікування в земську лікарню, звідки втік 16 травня 1906 р. З 1906 р. Фішельов жив в Женеві, а потім переїхав до Парижа, де в 1908—1909 рр. читав лекції з теорії анархізму в гуртку з підготовки анархістських пропагандистів для Росії і одночасно організував переправлення літератури і зброї через кордон.
1907 року в Парижі Фішельов разом з Миколою Рогдаєвим заснували Буревестник («Буремний буревісник»), який був описаний істориком-анархістом Павлом Авріхом як «найважливіший анархістський журнал» післяреволюційного періоду" (тобто після Російської революції 1905 р.). Вони видавали його з 1906 по 1910 р. На своїх сторінках Раєвський критикував антисиндикалістів та практиків анархізму.
Вперше він виступив як публіцист на сторінках «Буревісника» навесні 1907 р. Вказуючи на поступову втрату впливу соціалістичних партій серед робітників в Росії, він робив висновок про прагнення пролетаріату «звільнитися від партійно-інтелігентської опіки, яка розколює ряди його свідомих застрільників і в найсильнішому ступені гальмує його боротьбу з капіталістичним ладом». На думку Фішелева, керівництву рухом з боку революціонерів-інтелігентів з РСДРП і ПСР робочі протиставили «прагнення побудувати єдину класову організацію праці» з метою «повсякденної боротьби з капіталом». Підтвердження своїх висновків він бачив у створенні профспілок, поширенні ідей безпартійного робочого з'їзду, зростання впливу революційного синдикалізму. Він розробляє ідею про державу профспілок. Але оскільки в Росії профспілок не було, то будуть, відповідно, ради, як у 1-у російську революцію. Він передбачив радянську владу, але бачив її трішки по-іншому — як збори делегатів, які будуть керувати регіоном. Будуть міські комуни, буде, як він вважав, федерація — на зразок Швейцарії, тільки більш демократична. І з цього виросте анархічне суспільство. Держава буде ослабленою, вона буде потихеньку мінімізуватися. Економічне життя перейде в руки цих об'єднань робітничого класу. Це буде ще не анархія, але поступове наближення до неї.
Коли почалася Перша світова війна, Раєвський жив у Нью-Йорку та був редактором Голосу Труда («Голос Праці»). «Голос труда» була офіційною газетою Союзу російських робітників у США та Канаді, до якого входило понад 10 000 осіб.

## В радянській Росії
Незабаром після Лютневої революції в Росії Раєвський покинув Нью -Йорк і поїхав до Петрограда. Він плив на одному кораблі з Троцьким у травні 1917 р. Через два місяці до нього приєдналася решта співробітників «Голосу труда», які вирішили масово переїхати до Росії.
У Петрограді Раєвський відредагував перший номер «Голосу труда». Незабаром після цього він раптово покинув анархістський рух. Троцький допоміг Раєвському отримати неполітичну роботу в новій радянській владі. Наприкінці 1920-х років Раєвського арештовують за друк троцькістського видання.
Помер Раєвський від серцевого нападу в Москві 1931 р.